# Шарл-Франсоа Панар
Шарл-Франсоа Панар (на френски: Charles-François Panard) е френски поет, драматург и сатирик.

## Биография
Роден е на 2 ноември 1689 година в Курвил сюр Йор край Шартър. Работи в Париж като дребен чиновник и започва да пише за забавление, но не след дълго привлича внимание със сатиричните си текстове. Автор е на стотици комедии, представяни по панаирите, но и в някои големи театри, малка част от които са запазени. Пише и голямо количество кратки текстове – басни, алегории, максими, епиграми, мадригали и други.
Шарл-Франсоа Панар умира на 13 юни 1765 година в Париж.

## Творби
- Le Tour de Carnaval, едноактова комедия в проза, 1731.
- Les Acteurs déplacés, едноактова комедия в проза, 1737.
- Les Fêtes sincères et l'heureux retour, едноактова комедия в свободен стих, 1744.
- Pygmalion, едноактова комическа опера, 1744.
- Roland, едноактова комическа опера, 1744.
- Le Magasin des modernes, едноактова комическа опера, 1746.
- L'Impromotu des acteurs, едноактова комедия в свободен стих, 1747.
- Les Tableaux, едноактова комедия в свободен стих, 1747.
- Zéphir et Fleurette, едноактова комическа опера, в съавторство с Pierre Laujon и Charles-Simon Favart, 1754 (пародия на Zélindor на François-Augustin de Paradis de Moncrif)
- Le Nouvelliste dupé, едноактова комическа опера, 1757.
- L'Écosseuse, едноактова комическа опера, в съавторство с Louis Anseaume, 1762 (пародия на L'Écossaise на Волтер).